# Moshe Tzadok

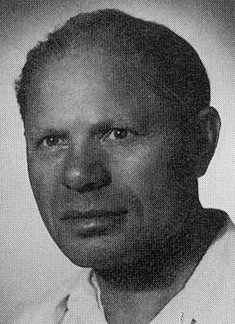
Moshe Tzadok (1948)

Moshe Tzadok (2.v.l.) bei einer Besprechung mit Tzvi Ayalon, Jaakow Dori, Shimon Mazeh, Mordechai Maklef und Shlomo Shamir (9. November 1949).

Moshe Lehrer Tzadok (hebräisch משה צדוק; geb. 1. Juli 1913 in Żelechów, Kongresspolen; gest. 15. März 1964) war ein israelischer Generalmajor der Verteidigungsstreitkräfte IDF, der unter anderem zwischen 1947 und 1949 Leiter der Personaldirektion der Hagana beziehungsweise der IDF, von 1951 bis 1954 Kommandeur des Südkommandos sowie zwischen 1954 und 1956 Kommandeur des Nordkommandos war.

## Leben
Moshe Lehrer Tzadok, Sohn von Mendel Lehrer und dessen Ehefrau Nechama Lehrer, besuchte eine von World ORT geförderte Berufsschule in Warschau und engagierte sich ab 1927 in der zionistischen Jugendbewegung in Żelechów. Während der fünften Alija wanderte er 1933 nach Palästina aus und schloss sich dort der zionistische paramilitärischen Untergrundorganisation Hagana an. Nachdem er zu Beginn des Arabischen Aufstandes in Palästina 1936 die militärische Grundausbildung in Ramat Menashe absolviert hatte, wurde er Anfang der 1940er ein führendes Mitglied der Jüdischen Kampforganisation und war vor der „Operation Bi’ur Hametz“, der Eroberung von Haifa (21. bis 22. April 1948), Leiter der dortigen Feuerwehr, die verdeckte Hagana-Operationen in der Stadt ermöglichte und auch Ausbildungskurse durchführte.
Nachdem er bereits seit Mai 1947 Leiter der Personaldirektion der Hagana war, wurde er während des Palästinakrieges nach der Gründung Israels am 14. Mai 1948 als Generalmajor (Aluf) am 31. Mai 1948 erster Leiter der Personaldirektion der neu gegründeten Verteidigungsstreitkräfte IDF. Diesen Posten bekleidete er bis 1949 und wurde daraufhin von Generalmajor Shimon Mazeh abgelöst. 1950 wurde er zum Generalinspekteur der IDF ernannt und im März 1950 Kommandeur des achten Kommandos, das gegründet wurde, um eine militärische Reserve im Gebiet von Tel Aviv zu organisieren. Am 17. Oktober 1951 wurde er als Nachfolger von Mosche Dajan zum Kommandeur des Südkommandos ernannt, eine Position, die er bis zu seiner Ablösung durch Ja’akov Peri am 1. Februar 1954 innehatte. Anschließend wurde er am 1. Februar 1954 als Nachfolger von Asaf Simhoni zum Kommandeur des israelischen Nordkommandos ernannt. Diesen Posten behielt er bis zum 20. April 1956 und wurde daraufhin von Jitzchak Rabin abgelöst. Im April 1956 schied er nach 23 Jahren in Hagana und IDF aus dem aktiven Militärdienst.
Nachdem Tzadok die Reifeprüfung Bagrut bestanden hatte, begann er 1957 ein Studium an der Fakultät für Wirtschafts- und Politikwissenschaften der Hebräischen Universität Jerusalem und schloss dieses 1960 ab. Im Anschluss wurde er 1960 Leiter der Abteilung für Innere Verwaltung und Bauwesen des Verteidigungsministeriums. Diese Position behielt er bis zu seinem Tod am 15. März 1964. Nach seinem Tode wurde er auf dem für Soldaten vorgesehenen Areal des Friedhofs Kirjat Schaul beigesetzt. Seine im Sommer 1949 geschlossene Ehe mit Hadassah Petrushka blieb kinderlos.

## Hintergrundliteratur
- Uri Milstein: History of the War of Independence. The first month, University Press of America, 1996, ISBN 0-7618-0721-7(Onlineversion (Auszug))
- Mosche Scharet: My Struggle for Peace, Volume 1 (1953–1954). The Diary of Moshe Sharett, 1953–1956, 2019, ISBN 978-0-253-03736-7 (Onlineversion (Auszug))
- Moshe Naor: Social Mobilization in the Arab/Israeli War of 1948. On the Israeli Home Front, 2013, ISBN 978-1-136-77655-7 (Onlineversion (Auszug))
- Jewish Blood. Reality and Metaphor in History, Religion and Culture, 2009, ISBN 978-1-134-02208-3 (Onlineversion (Auszug))